# Як читати книги
«Як читати книги» (англ. How to Read a Book) — книжка Мортімера Адлера про критичне читання та розуміння книжок, написана в 1940 році. 
У 1972 році він написав значно перероблене видання у співавторстві з Чарльзом Ван Дореном, у якому дав настанови щодо критичного читання великих книг будь-якої культури в різних жанрах (поезія, історія, художня та наукова література), інспекційне та синтопічне читання. У книзі автор також запропонував свій список великих книжок, але утримався від рекомендації будь-якої книги за межами західної традиції.

## Структура книжки
Книга складається з чотирьох розділів.

### Частина перша. Аспекти читання
Адлер пояснює, для кого призначена книга, визначає різні класи читання та повідомляє, які класи буде розглянуто. Він також наводить короткий аргумент на користь Великих книг і пояснює причини, з яких він написав "Як читати книги".
Існує три види знань: практичні, інформаційні та всебічні. Він обговорює методи засвоєння знань, добігаючи висновку, що практичні знання, хоч і можуть бути засвоєні, проте не можуть бути по-справжньому зрозумілі без досвіду; що отримати інформаційні знання може тільки той, чиє розуміння дорівнює розумінню автора; що розумінню найкраще навчитися у того, хто першим осягнув — «оригінального джерела». Ідея, що спілкування безпосередньо з тими, хто першим відкрив ідею, є найкращим способом досягнення розуміння, є аргументом Адлера на користь читання Великих Книг; що будь-яка книга, яка не є оригінальним матеріалом, поступається йому як джерело, і що будь-який учитель, за винятком тих, хто відкрив предмет, який він викладає, поступається Великим Книгам як джерелу розуміння.
Адлер витрачає більшу частину першого розділу на пояснення, чому він був змушений написати цю книгу. Він стверджує, що дуже мало людей можуть прочитати книгу і зрозуміти її, але він вважає, що більшість з них здатні на це за умови правильної інструкції та бажання зробити це. Він має намір надати цю інструкцію. Знаходить час, щоб розповісти читачеві про те, як, на його думку, система освіти не змогла добре навчити студентів мистецтву читання, аж до бакалаврату та вищих навчальних закладів. Зрештою каже, що через ці недоліки в освіті людям доводиться самим розвивати в собі ці здібності. На підтвердження вищезазначених тверджень, протягом усього розділу він розповідає анекдоти та описує свій досвід у галузі освіти.

### Частина друга. Третій рівень читання: Аналітичне читання
Тут Адлер викладає свій спосіб читання науково-популярної книжки, аби зрозуміти її. Він стверджує: щоб отримати найбільшу користь від книги, слід застосувати всі три підходи, але це не обов'язково означає читання книги тричі, оскільки досвідчений читач зможе одразу опрацювати книжку за трьома підходами без додаткової потуги. Адлер називає підходи «структурним», «інтерпретативним» та «критичним».
Структурний підхід. Перший етап аналітичного читання пов'язаний із розумінням структури та мети книги. Він починається з визначення основної теми та типу читаної книги, щоб краще передбачати зміст та зрозуміти книгу від самого початку. Адлер пише, що читач має розрізняти практичні та теоретичні книги, а також визначати галузь науки, якій присвячена книга. Далі він пише, що читач повинен відзначити розділи у книзі, і що вони не обмежуються розділами, викладеними у змісті. Зрештою, читач має з'ясувати, які проблеми намагається порушити автор.
Інтерпретативний підхід. Другий етап аналітичного читання включає конструювання аргументів автора. Це насамперед вимагає, щоб читач відзначив та зрозумів будь-які особливі фрази та терміни, які використовує автор. Як тільки це буде зроблено, читач має знайти та зрозуміти кожне твердження, яке висуває автор.
Критичний підхід. На третьому етапі аналітичного читання Адлер спрямовує читача на критику книги. Він стверджує, що, зрозумівши пропозиції та аргументи автора, читач піднявся до рівня розуміння автора і тепер може (і має) судити про переваги та точність книги. Адлер виступає за те, щоб судити книги, спираючись на обґрунтованість їхніх аргументів. Адлер каже, що ніхто не може не погодитися з аргументом, якщо не вдається знайти помилки в міркуваннях автора.
Представлений метод іноді називають методом Структура-Твердження-Оцінка (англ. Structure-Proposition-Evaluation (SPE)), хоча цей термін у книзі не використовується.

### Частина третя. Підходи до різноманітних матеріалів для читання
У частині III Адлер коротко обговорює відмінності у підході до різних видів літератури та пропонує прочитати кілька інших книг. Він пояснює метод наближення до Великих книг - прочитайте книги, які вплинули на автора, перш ніж читати його твори, - і наводить кілька прикладів цього методу.

### Частина четверта. Кінцева мета читання
Остання частина книги присвячена четвертому рівню читання: синтаксичному читанню. На цьому етапі читач розширює та поглиблює свої знання з певного предмета, (наприклад, про кохання, війну, фізику елементарних частинок тощо) прочитавши кілька книг на цю тему. На останніх сторінках цієї частини автор викладає філософські переваги читання: «розвиток розуму», повніший досвід про свідоме буття.

## Список великих книг
1. Гомер: Іліада, Одіссея
2. Старий Заповіт
3. Есхіл: Трагедії
4. Софокл: Трагедії
5. Геродот: Історія
6. Еврипід: Трагедії
7. Фукідід: Історія Пелопоннеської війни
8. Гіппократ: праці з медицини
9. Аристофан: Комедії
10. Платон: Діалоги
11. Аристотель: праці
12. Епікур: Лист Геродоту; Лист Менекею
13. Евклід: Начала
14. Архімед: праці
15. Аполлоній Перзький: Конічні перерізи
16. Цицерон: промови, діалоги
17. Лукрецій: Про природу речей
18. Вергілій: твори
19. Горацій: оди
20. Тіт Лівій: Ab Urbe condita
21. Овідій: Метаморфози, елегії
22. Плутарх: Паралельні життєписи; Моралія
23. Публій Корнелій Тацит: Історія; Аннали; Германія; Агрікола
24. Нікомах: Вступ до арифметики
25. Епіктет: Промови; Енхейрідіон
26. Клавдій Птолемей: Альмагест
27. Лукіан: твори
28. Марк Аврелій: Розмисли
29. Клавдій Гален: Про природні здібності
30. Новий Заповіт
31. Плотін: Еннеади
32. Августин Аврелій: Сповідь; Про місто Боже; Про християнську доктрину
33. Пісня про Роланда
34. Пісня про Нібелунгів
35. Сага про Ньяла
36. Тома Аквінський: Сума теології
37. Данте Аліґ'єрі: Божественна комедія; Нове життя; Про монархію
38. Джеффрі Чосер: Троїл і Крессіда; Кентерберійські оповідання
39. Леонардо да Вінчі: Записники
40. Нікколо Макіавеллі: Державець; Міркування про Лівія.
41. Еразм Ротердамський: Похвала Глупоті
42. Миколай Коперник: Про обертання небесних сфер
43. Томас Мор: Утопія
44. Мартін Лютер: Застольні промови
45. Франсуа Рабле: Гаргантюа та Пантагрюель
46. Жан Кальвін: Інституція християнської релігії
47. Мішель де Монтень: Проби
48. Вільям Гільберт: Про магніт
49. Мігель де Сервантес: Дон Кіхот
50. Едмунд Спенсер: Проталаміон; Королева фей
51. Френсіс Бекон: Есе; Переваги навчання; Novum Organum, Нова Атлантида
52. Вільям Шекспір: п'єси
53. Галілео Галілей: Sidereus Nuncius (Посланець зірок); Дві нові науки
54. Йоганн Кеплер: Коперніканська астрономія; Гармонія світу
55. Вільям Гарвей: Про рух серця і крові у тварин; Про циркуляцію крові; Про покоління у тварин
56. Томас Гоббс: Левіафан
57. Рене Декарт: Regulae ad directionem ingenii (Правила керування духом); Міркування про метод; Геометрія (Декарт); Розмисли про першу філософію
58. Джон Мілтон: Втрачений рай
59. Мольєр: Комедії
60. Блез Паскаль: Листи до провінціала; Думки (Паскаль); наукові праці
61. Християн Гюйгенс: Трактат про світло
62. Бенедикт Спіноза: Етика
63. Джон Локк: Лист про толерантність; Два трактати про правління; Розвідка про людське розуміння; Декілька думок про освіту
64. Жан Расін: Трагедії
65. Ісаак Ньютон: Математичні начала натуральної філософії; Оптика (Ньютон)
66. Ґотфрід Вільгельм Лейбніц: Міркування про метафізику; Нові есе на тему людського усвідомлення; Монадологія
67. Даніель Дефо: Робінзон Крузо
68. Джонатан Свіфт: Казка про діжку; Щоденник для Стелли; Мандри Ґуллівера; Скромна пропозиція
69. Вільям Конгрів: Шляхи світу
70. Джордж Берклі: Трактат про принципи людського знання
71. Александр Поуп: Есе про критицизм; Викрадення пасма; Есе про людину
72. Шарль Луї де Монтеск'є: Перські листи; Про дух законів
73. Вольтер: Філософські листи; Кандид, або Оптимізм; Філософський словник
74. Генрі Філдінг: Джозеф Ендрю; Історія Тома Джонса
75. Семюел Джонсон: Марнота людських бажань; Словник Джонсона; Rasselas; Життя поетів
76. Девід Г'юм: Трактат про людську природу; Політичні й моральні есе; Дослідження про людське розуміння
77. Жан-Жак Руссо: Роздуми про походження й основи нерівності між людьми; Про політичну економію; Еміль, або Про виховання, Про суспільний договір, або Принципи Політичного Права
78. Лоренс Стерн: Трістрам Шенді; Сентиментальна подорож Францією й Італією
79. Адам Сміт: Теорія моральних почуттів; Дослідження про природу і причини багатства народів
80. Іммануїл Кант: Критика чистого розуму; Основи метафізики моралі; Критика практичного розуму; Наука правознавства; Критика здатності до судження; Теорія вічного миру
81. Едуард Гіббон: Історія занепаду та загибелі Римської імперії; Автобіографія
82. Джеймс Босвелл: Щоденник; Життя Самуеля Джонсона
83. Антуан Лоран Лавуазьє: Трактат з елементарної хімії
84. Александер Гамілтон, Джон Джей, Джеймс Медісон: Федераліст
85. Джеремі Бентам: Вступ до принципів моралі й законодавства; Теорія літератури
86. Йоганн Вольфганг фон Ґете: Фауст; Поезія і правда
87. Жан Батист Жозеф Фур'є: Аналітична теорія тепла
88. Георг Вільгельм Фрідріх Гегель: Феноменологія духа; Основи філософії права; Лекції з філософії історії
89. Вільям Вордсворт: Поеми
90. Семюел Тейлор Колрідж: Поеми; Літературна біографія
91. Джейн Остін: Гордість і упередження; Емма
92. Карл фон Клаузевіц: Про війну
93. Стендаль: Червоне та чорне; Пармський монастир; Про любов
94. Джордж Гордон Байрон: Дон Жуан
95. Артур Шопенгауер: Дослідження песимізму
96. Майкл Фарадей: Хімічна історія свічки, Експериментальні дослідження електрики
97. Чарльз Лаєлл: Принципи геології
98. Оґюст Конт: Позитивна філософія
99. Оноре де Бальзак: Батько Горіо; Ежені Гранде
100. Ральф Волдо Емерсон: Представницька людина; Есе; Щоденник
101. Натаніель Готорн: Червона літера
102. Алексіс де Токвіль: Демократія в Америці
103. Джон Стюарт Мілль: Система логіки; Про свободу; Представницький уряд; Утилітаризм; Поневолення жінок; Автобіографія
104. Чарлз Дарвін: Походження видів; Походження людини; Автобіографія Чарльза Дарвіна
105. Чарлз Діккенс: Записки Піквікського клубу; Девід Коперфілд; Тяжкі часи
106. Клод Бернар: Вступ до вивчення експериментальної медицини
107. Генрі Девід Торо: Про обов'язок не коритися державі; Волден, або Життя в лісах
108. Карл Маркс: Капітал; Маніфест комуністичної партії
109. Джордж Еліот: Адам Бід; Міддлмарч
110. Герман Мелвілл: Мобі Дік; Біллі Бадд
111. Федір Достоєвський: Злочин і кара; Ідіот; Брати Карамазови
112. Гюстав Флобер: Пані Боварі; Три оповідання
113. Генрік Ібсен: П'єси
114. Толстой Лев Миколайович: Війна і мир; Анна Кареніна; Що таке мистецтво?; оповідання
115. Марк Твен: Пригоди Гекльберрі Фінна; Таємничий незнайомець.
116. Вільям Джеймс: Принципи психології; Різноманіття релігійного досвіду; Прагматизм; Есе радикального емпіризму
117. Генрі Джеймс: Американець; Посли
118. Фрідріх Ніцше: Так казав Заратустра; По той бік добра і зла.; Генеалогія моралі; Жадання влади
119. Анрі Пуанкаре: Наука і гіпотеза; Наука і метод
120. Зігмунд Фройд: Тлумачення снів; Вступ до психоаналізу; Невпокій в культурі;
121. Бернард Шоу: П'єси
122. Макс Планк: Походження і розвиток квантової теорії; Куди рухається наука?; Наукова автобіографія
123. Анрі Бергсон: Час і вільна воля; Матерія і пам'ять; Творча еволюція; Два джерела моралі і релігії
124. Джон Дьюї: Як ми думаємо; Демократія і освіта; Досвід і природа; Логіка; Теорія дослідження
125. Альфред Норт Вайтгед: Вступ до математики; Наука і сучасний світ; Мета освіти та інші есе; Пригоди ідей
126. Джордж Сантаяна: Життя розуму; Скептицизм і звіряча віра; Особи й місця
127. Ленін Володимир Ілліч: Держава і революція
128. Марсель Пруст: У пошуках утраченого часу
129. Бертран Расселл: Проблеми філософії; Аналіз мислення; Дослідження значення та істини; Людське знання, його сфера і межі
130. Томас Манн: Зачарована гора; Йосип та його брати
131. Альберт Ейнштейн: Сутність теорії відносності; Про метод в теоретичній фізиці; Еволюція фізики
132. Джеймс Джойс: 'Мертві' у збірці Дублінці; Портрет митця замолоду; Улісс
133. Жак Марітен: Мистецтво і схоластика; Ступінь знання; Права людини і природний закон; Істинний гуманізм
134. Франц Кафка: Процес; Замок (роман)
135. Арнольд Тойнбі: Дослідження історії; Цивілізація перед судом історії
136. Жан-Поль Сартр: Нудота; Буття і ніщо
137. Олександр Солженіцин: Коло перше; Раковий корпус

## Публікації
- Mortimer Adler, How to Read a Book: The Art of Getting a Liberal Education, (1940)
  - Видання 1966 року опубліковане з підзаголовком A Guide to Reading the Great Books
  - Перероблене видання 1972 року, у співавторстві з Чарльзом Ван Дореном, мало підзаголовок The Classic Guide to Intelligent Reading, Touchstone Books, ISBN 0-671-21209-5